# Верх-Подобас
Верх-Подобас — посёлок на реке Подобас в Новокузнецком районе Кемеровской области. Входит в состав Центрального сельского поселения.

## География
Центральная часть населённого пункта расположена на высоте 292 метров над уровнем моря.

## Население
По данным Всероссийской переписи населения 2010 года, в посёлке Верх-Подобас проживает 23 человека (11 мужчина, 12 женщины).